# مليون سنة ق.م
مليون سنة ق.م (بالإنجليزية: One Million Years B.C.) هو فيلم فنتازيا مغامرات بريطاني إنتاج 1966 من إخراج دون شافي وبطولة راكيل ولش، جون ريتشاردسون، بيرسي هيربرت، روبرت براون ومارتين بيسويك.
تم عرض الفيلم لأول مرة في لندن يوم 25 أكتوبر 1966 ثم باقي بريطانيا في 30 ديسمبر 1966 وتم عرضه في الولايات المتحدة يوم 21 فبراير 1967.